# Hannelore Glaser-Franke
Hannelore Franke, po mężu Glaser (ur. 4 stycznia 1933 w Fürth) – niemiecka narciarka alpejska, uczestniczka zimowych igrzysk olimpijskich 1952 i 1956.

## Osiągnięcia

### Igrzyska olimpijskie
| Miejsce | Dzień       | Rok  | Miejscowość       | Konkurencja   | Czas biegu | Strata   | Zwyciężczyni         |
| ------- | ----------- | ---- | ----------------- | ------------- | ---------- | -------- | -------------------- |
| 10.     | 17 lutego   | 1952 | Oslo              | Zjazd         | 1:53.8 min | +6.7 s.  | Trude Jochum-Beiser  |
| 31.     | 20 lutego   | 1952 | Oslo              | Slalom        | 2:30.8 min | +20.2 s. | Andrea Mead-Lawrence |
| 19.     | 27 stycznia | 1956 | Cortina d’Ampezzo | Slalom gigant | 2:02.7 min | +6.2 s.  | Rosa Reichert        |
| 14.     | 30 stycznia | 1956 | Cortina d’Ampezzo | Slalom        | 2:04.7 min | +12.4 s. | Renée Colliard       |
| 29.     | 1 lutego    | 1956 | Cortina d’Ampezzo | Zjazd         | 1:54.7 min | +14.0 s. | Madeleine Berthod    |